# (11793) Чуйковия
(11793) Чуйковия (лат. Chujkovia) — типичный астероид главного пояса, открыт 2 октября 1978 года советским астрономом Людмилой Журавлёвой в Крымской астрофизической обсерватории и 4 мая 2004 года назван в честь Елизаветы Чуйковой, матери советского военачальника Василия Чуйкова и ещё одиннадцати детей.

## Обнаружение и именование
(11793) Чуйковия
Открыт 2 октября 1978 года в Крымской астрофизической обсерватории Л. В. Журавлёвой.
Елизавета Фёдоровна Чуйкова (1865—1958) — мать двенадцати детей. В 1930-х годах проявила решительность, предотвратив снос церкви в своей родной деревне Серебряные Пруды, недалеко от Москвы. Среди её потомков — писатели и деятели культуры.
Оригинальный текст (англ.)11793 Chujkovia
Discovered 1978 Oct. 2 by L. V. Zhuravleva at the Crimean Astrophysical Observatory.
Elizaveta Fedorovna Chujkova (1865—1958), mother of twelve children, showed courage in preventing the demolition of a church in her home village of Serebryanye Prudy, not far from Moscow, in the 1930s. Among her descendants are writers and cultural workers.
Источники: 20040504/MPCPages.arc; M.P.C. 51979.

## Орбита

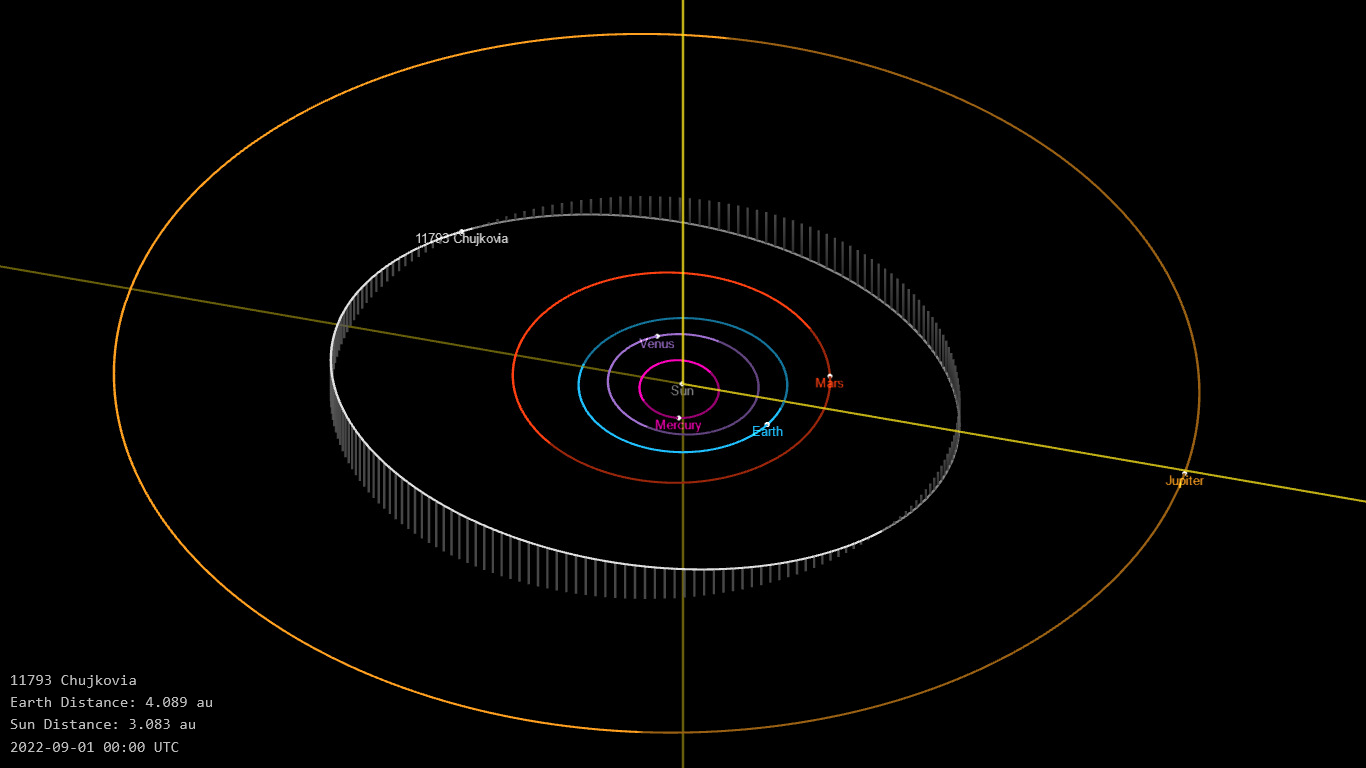
Орбита астероида Чуйковия и его положение в Солнечной системе

## Физические характеристики
Астероид относится к таксономическому классу C.
По результатам наблюдений в видимом и ближнем инфракрасном диапазоне космического телескопа NEOWISE диаметр астероида сначала оценивался равным 15,13±4,93 км, позже — 14,840±0,300 км, 15,613±5,297 км и 16,71±5,06 км. Согласно тем же источникам альбедо оценивается как 0,04±0,03, 0,055±0,010, 0,0426±0,0510 и 0,034±0,035.